# Liste luxemburgischer Schachspieler

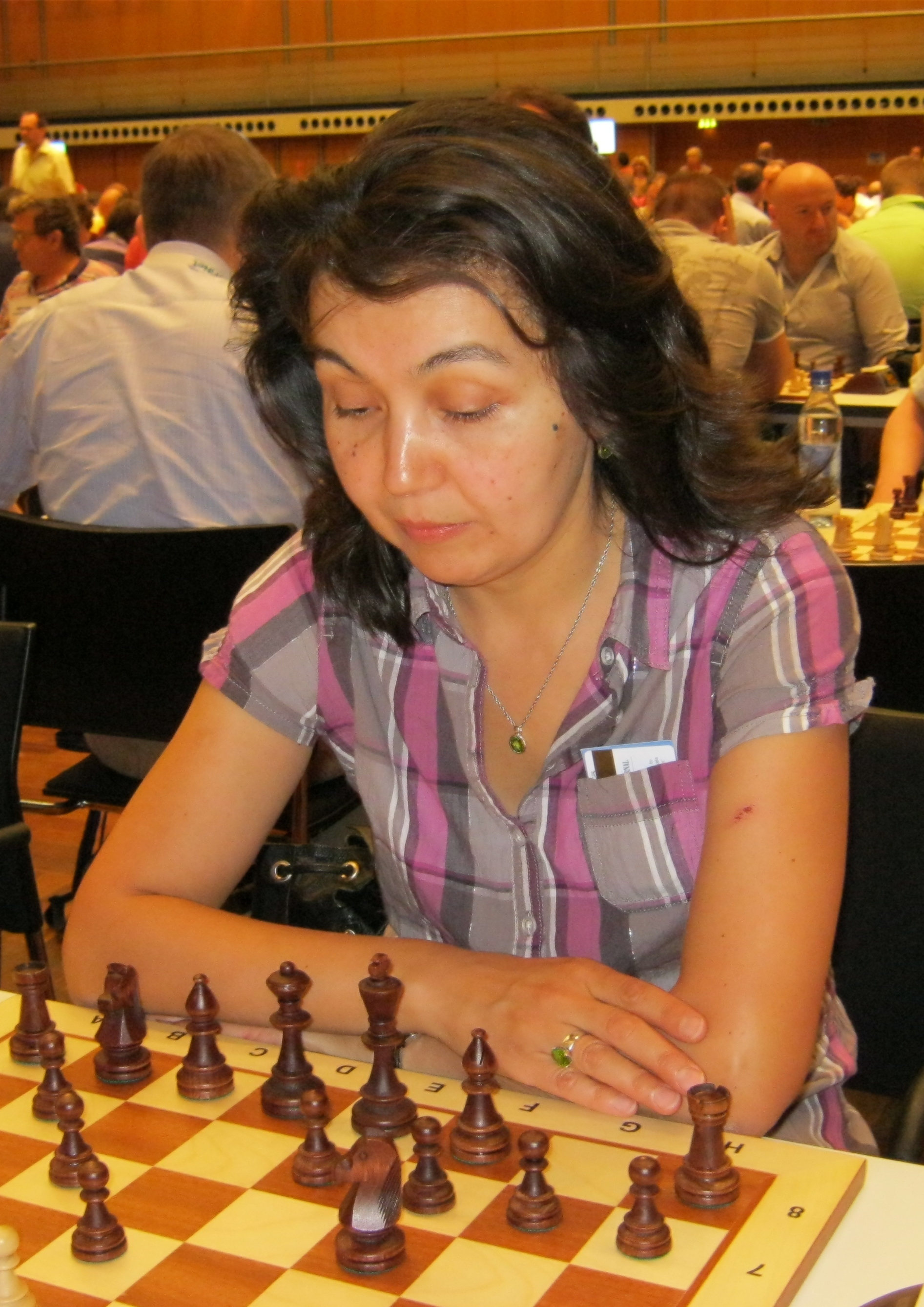
Elvira Berend gewann dreimal die luxemburgische Einzelmeisterschaft.

Die Liste luxemburgischer Schachspieler enthält Schachspieler, die für den luxemburgischen Schachverband spielberechtigt sind oder waren und mindestens eine der folgenden Bedingungen erfüllen:
- Träger einer der folgenden FIDE-Titel: Großmeister, Ehren-Großmeister, Internationaler Meister, Großmeisterin der Frauen, Ehren-Großmeisterin der Frauen, Internationale Meisterin der Frauen;
- Träger einer der folgenden ICCF-Titel: Großmeister, Verdienter Internationaler Meister, Internationaler Meister, Großmeisterin der Frauen, Internationale Meisterin der Frauen;
- Gewinn einer nationalen Einzelmeisterschaft;
- eine historische Elo-Zahl von mindestens 2500 (vor Einführung der Elo-Zahl im Juli 1971).

## Allgemeines
Im Nahschach sind vier Internationale Meister, zwei Großmeisterinnen der Frauen und zwei Internationale Meisterinnen der Frauen für den luxemburgischen Schachverband spielberechtigt. Ein Großmeister ist nicht mehr für den luxemburgischen Schachverband spielberechtigt. 
Im Fernschach haben zwei luxemburgische Spieler den Titel eines Großmeisters, vier den eines Verdienten Internationalen Meisters, und je einer den eines Internationalen Meisters und den eines Internationalen Meisters der Frauen erworben.
Norbert Stull gewann die 33. Fernschach-Europameisterschaft.
Die luxemburgische Einzelmeisterschaften wurde 78 mal ausgespielt. Rekordmeister ist Charles Doerner, der den Titel elfmal gewann. Eine eigene Meisterschaft nur für Frauen wird nicht ausgespielt, allerdings gewann Elvira Berend dreimal die luxemburgische Einzelmeisterschaft.

## Liste
Die folgende Tabelle enthält diese Angaben:
- Name: Nennt den Namen des Spielers.
- Lebensdaten: Nennt das Geburtsjahr und gegebenenfalls das Sterbejahr des Spielers.
- FIDE: Nennt den höchsten FIDE-Titel des Spielers (GM = Großmeister, IM = Internationaler Meister, WGM = Großmeisterin der Frauen, FM = FIDE-Meister, WIM = Internationale Meisterin der Frauen)
- Jahr: Nennt das Jahr der Titelverleihung
- ICCF: Nennt den höchsten ICCF-Titel des Spielers (GM = Großmeister, SIM = Verdienter Internationaler Meister, IM = Internationaler Meister, LIM = Internationale Meisterin der Frauen).
- Jahr: Nennt das Jahr der Titelverleihung.
- Titel: Nennt die Anzahl der gewonnenen luxemburgischen Einzelmeisterschaften.
- weitere Verbände: Gibt für Spieler, die früher oder später für mindestens einen anderen Verband spielberechtigt waren, diese Verbände mit den Zeiträumen der Spielberechtigung (sofern bekannt) an.

Die Liste befindet sich auf dem Stand vom 4. November 2019. 
| Name                 | Lebensdaten | FIDE | Jahr | ICCF | Jahr | Titel | weitere Verbände                                                              |
| -------------------- | ----------- | ---- | ---- | ---- | ---- | ----- | ----------------------------------------------------------------------------- |
| Liana Aghabekjan     | 1986        | WIM  | 2011 |      |      | 0     | Armenien (bis 2017)                                                           |
| Mietek Bakalarz      | 1960        | IM   | 2004 |      |      | 3     | Polen (bis 1988), Deutschland (1989–2001)                                     |
| Elvira Berend        | 1965        | WGM  | 1994 | LIM  | 2014 | 3     | Sowjetunion (bis 1991), Kasachstan (1992–1997)                                |
| Fred Berend          | 1965        | IM   | 1994 |      |      | 3     |                                                                               |
| Eugène Bestgen       |             |      |      |      |      | 3     |                                                                               |
| Alphonse Conrady     | 1929        |      |      |      |      | 2     |                                                                               |
| Nico Daubenfeld      | 1954        |      |      | SIM  | 2007 | 0     |                                                                               |
| Alberto David        | 1970        | GM   | 1998 |      |      | 0     | Italien (seit 2012)                                                           |
| Charles Doerner      | 1912        |      |      |      |      | 11    |                                                                               |
| Josy Feller          | 1944–2013   |      |      |      |      | 6     |                                                                               |
| Lucien Gaspar        | 1954        |      |      |      |      | 1     |                                                                               |
| Georges Haas         | 1951        | FM   | 1988 |      |      | 4     |                                                                               |
| Roger Hoffmann       | 1956        |      |      |      |      | 1     |                                                                               |
| Théid Klauner        | 1959        |      |      | SIM  | 2007 | 0     |                                                                               |
| Francis Kraus        |             |      |      |      |      | 3     |                                                                               |
| Shlomo Marcovici     | 1960        |      |      |      |      | 1     |                                                                               |
| Carlo Menghi         | 1969        |      |      | SIM  | 2001 | 1     |                                                                               |
| Marc Mertens         | 1968        |      |      | SIM  | 2014 | 1     |                                                                               |
| Hubert Mossong       | 1950        | FM   | 1995 |      |      | 2     |                                                                               |
| Aloyse Neu           |             |      |      |      |      | 2     |                                                                               |
| Georges Philippe     | 1935–2010   |      |      |      |      | 4     |                                                                               |
| Louis Philippe       |             |      |      |      |      | 2     |                                                                               |
| Michel Risch         | 1973        |      |      |      |      | 1     |                                                                               |
| Jean Schammo         | 1942        |      |      |      |      | 1     |                                                                               |
| Alain Schartz        | 1971        |      |      |      |      | 3     |                                                                               |
| Raymond Schneider    | 1937        |      |      |      |      | 1     |                                                                               |
| Jean-Claude Schuller | 1956        |      |      | IM   | 2019 | 0     |                                                                               |
| Vlad Serban          | 1988        |      |      |      |      | 2     |                                                                               |
| Bernard Simon        | 1935        |      |      | IM   | 2003 | 0     |                                                                               |
| Fiona Steil-Antoni   | 1989        | WIM  | 2010 |      |      | 0     |                                                                               |
| Norbert Stull        | 1942        |      |      | GM   | 2003 | 6     |                                                                               |
| Patrick Van Hoolandt | 1958        | FM   | 2003 |      |      | 0     | Belgien (frühestens ab 1986, spätestens ab 1993 bis 2001), Monaco (seit 2001) |
| Anna Wagener         | 1976        | WGM  | 1996 |      |      | 0     | Moldawien (bis 2006)                                                          |
| Claude Wagener       | 1976        | FM   | 2006 |      |      | 1     |                                                                               |
| Fernand Wantz        |             |      |      |      |      | 2     |                                                                               |
| Jean-Marie Weber     | 1959        |      |      | GM   | 2004 | 3     |                                                                               |
| Tom Weber            | 1984        | IM   | 2013 |      |      | 1     |                                                                               |
| Camille Wians        | 1968        | FM   | 1994 |      |      | 1     |                                                                               |
| Michael Wiedenkeller | 1963        | IM   | 1984 |      |      | 3     | Schweden (bis 2010)                                                           |